# 中国共产党蓝山县委员会
中国共产党蓝山县委员会（简称中共蓝山县委）是中国共产党在湖南省永州市蓝山县的领导机关。

## 职责
根据《中国共产党地方委员会工作条例》，中国共产党地方委员会主要实行政治、思想和组织领导，承担下列职能：
1. 对本地区重大问题作出决策。
2. 通过法定程序使党组织的主张成为地方性法规、地方政府规章或者其他政令。
3. 加强对本地区宣传思想文化工作的领导，牢牢掌握意识形态工作领导权、话语权。
4. 按照干部管理权限任免和管理干部，向地方国家机关、政协组织、人民团体、国有企事业单位等推荐重要干部。
5. 支持和保证人大、政府、政协、法院、检察院、人民团体等依法依章程独立负责、协调一致地开展工作，发挥这些组织中党组的领导核心作用。
6. 加强对本地区群团工作和统一战线工作的领导。
7. 动员、组织所属党组织和广大党员，团结带领群众实现党的目标任务。

## 历任书记
| 姓名   | 就任日期   | 卸任日期   | 备注  |
| ------ | ---------- | ---------- | ----- |
| 崔鸿儒 | 1951年10月 | 1953年4月  | [ 2 ] |
| 张振汉 | 1953年5月  | 1955年5月  | [ 2 ] |
| 刘大本 | 1955年5月  | 1958年11月 | [ 2 ] |
| 张振汉 | 1958年12月 | 1959年4月  | [ 2 ] |
| 刘大本 | 1959年4月  | 1961年5月  | [ 2 ] |
| 杜殿魁 | 1961年5月  | 1962年7月  | [ 2 ] |
| 张振汉 | 1962年7月  | 1965年1月  | [ 2 ] |
| 李兆瑞 | 1965年1月  | 1968年9月  | [ 2 ] |
| 杨秀春 | 1970年12月 | 1973年2月  | [ 2 ] |
| 石秀华 | 1973年2月  | 1976年11月 | [ 2 ] |
| 孔宪访 | 1976年11月 | 1984年2月  | [ 2 ] |
| 黄仕友 | 1984年2月  | 1985年1月  | [ 2 ] |
| 何绥文 | 1985年1月  | 1992年3月  | [ 2 ] |
| 谢梦阳 | 1992年3月  | 1996年4月  | [ 2 ] |
| 谢五龙 | 1996年4月  | 2001年8月  | [ 2 ] |
| 刘事青 | 2001年8月  | 2005年12月 | [ 2 ] |
| 许洋名 | 2005年12月 | 2008年10月 | [ 2 ] |
| 魏湘江 | 2008年11月 | 2014年1月  | [ 3 ] |
| 何冲龙 | 2014年1月  | 2016年8月  | [ 4 ] |
| 秦志军 | 2016年8月  | 2021年7月  | [ 5 ] |
| 龙向洋 | 2021年7月  | 2024年12月 | [ 6 ] |
| 空缺   |            |            |       |